# Vol Corporate Airlines 5966
Le soir du 19 octobre 2004, un British Aerospace Jetstream 32 effectuant le vol Corporate Airlines 5966 pour le compte d'AmericanConnection (en), reliant Saint-Louis à Kirksville, dans l'État américain du Missouri, s'écrase lors de son approche sur l'aéroport régional de Kirksville, tuant treize des quinze personnes présentes à bord.
L'enquête du Conseil national de la sécurité des transports américain (NTSB) révèle que les pilotes n'ont pas suivi les procédures adéquates pour l'approche de l'avion sur l'aéroport, laissant celui-ci descendre sous l'altitude minimale de descente puis jusqu'à l'impact avec des arbres. Le manque d'attention et de professionnalisme, le non-respect des procédures et la fatigue des pilotes ont tous contribué à l'accident.

## Avion et équipage
L'avion impliqué est un British Aerospace Jetstream 32, âgé de plus de quatorze ans, immatriculé N875JX et équipé de deux turbopropulseurs Garrett TPE331. Il est livré en février 1990 à la compagnie aérienne américaine Nashville Eagle, qui l'utilise jusqu'en mars 1994, date à laquelle il est loué à Trans States Airlines, qui opère pour le compte de Trans World Airlines (TWA). Corporate Airlines (en) (plus tard renommée RegionsAir, aujourd'hui disparue) commence à utiliser l'appareil en avril 2000 dans le cadre d'un partenariat avec TWA puis avec American Airlines après l'achat de TWA en 2001. Au cours de sa carrière, l'avion cumule 21 979 heures de vol.
Le commandant de bord, Kim William Sasse, âgé de 48 ans, est un ancien instructeur de vol qui travaille pour Corporate Airlines depuis 2001. Il totalise 4 234 heures de vol, dont 2 510 heures sur Jetstream 32. L'officier pilote de ligne, Jonathan Palmer, âgé de 29 ans, est également un ancien instructeur de vol, embauché par Corporate Airlines seulement trois mois avant l'accident et totalisant 2 856 heures de vol, dont 107 heures sur Jetstream 32,.

## Accident

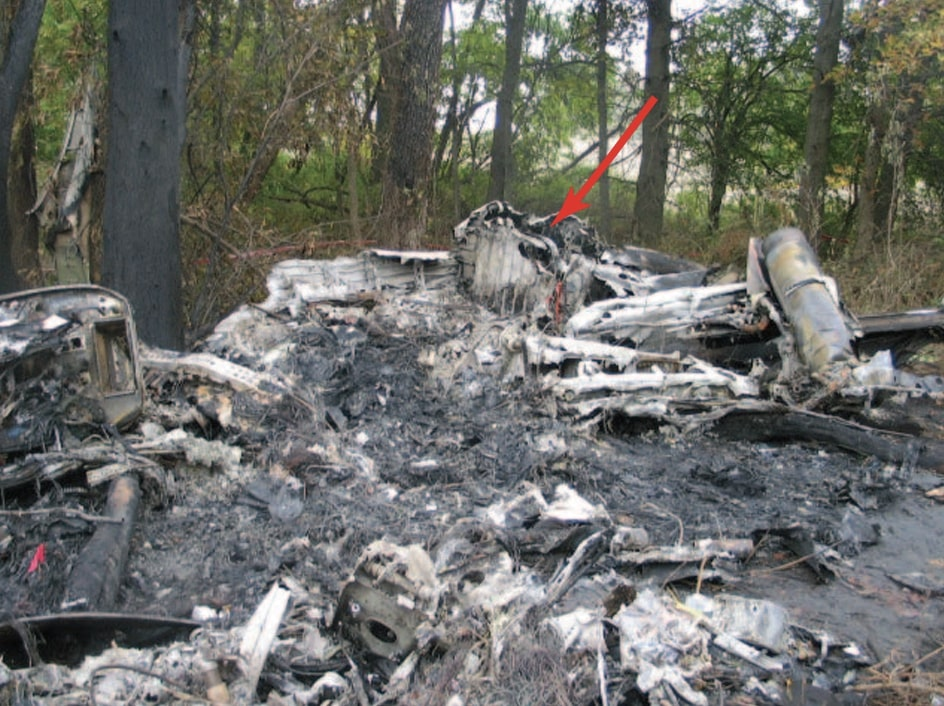
Photographie de la zone principale de l'épave. La partie avant de l'avion est au premier plan et la partie arrière est en arrière-plan (la cloison étanche arrière est indiquée par la flèche rouge).

Le vol 5966 relie l'aéroport international de Lambert-Saint-Louis à Saint-Louis, dans l'État américain du Missouri, à l'aéroport régional de Kirksville (en) dans le comté d'Adair (Missouri), près de la ville de Kirksville. Corporate Airlines effectue la liaison dans le cadre du réseau AmericanConnection (en), une filiale d'American Airlines,.
Le 19 octobre 2004, le turbopropulseur bimoteur Jetstream 32 effectuant la route s'écrase à l'approche de l'aéroport de Kirksville. L'accident tue les deux pilotes et onze des treize passagers à bord. Les deux passagers survivants sont grièvement blessés. Certains des treize passagers étaient des médecins d'autres États qui devaient assister à un séminaire à l'Université A.T. Still (en) à Kirksville.

## Enquête

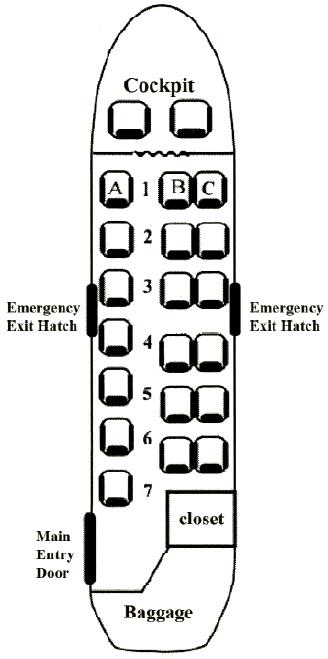
Plan de la cabine du vol Corporate Airlines 5966, basé sur le rapport officiel du NTSB.

En janvier 2006, quinze mois après l'accident, le Conseil national de la sécurité des transports américain (NTSB) détermine la cause probable de l'accident comme étant :

« La cause probable de l'accident est le fait que les pilotes n'ont pas suivi les procédures établies et n'ont pas effectué correctement une approche aux instruments de non-précision de nuit dans des conditions météorologiques de vol aux instruments, y compris leur descente en dessous de l'altitude minimale de descente (MDA) avant que les repères visuels requis ne soient disponibles (qui a continué jusqu'à ce que l'avion heurte des arbres) et leur non-respect de la répartition établie des tâches entre le pilote aux commandes et le pilote non aux commandes. ».

— National Transportation Safety Board, AAR-06/01

L'analyse de l'enregistreur phonique (CVR) suggère que les deux pilotes regardaient à l'extérieur du poste de pilotage pour obtenir des repères visuels sur l'emplacement de l'aéroport et n'ont pas réalisé à quel point ils étaient descendus en dessous de l'altitude minimale de descente,. Leur manque d'attention par rapport à la situation a été aggravé en raison de leur manque de professionnalisme, les deux pilotes allant même jusqu'à plaisanter entre eux et prononcer des insultes à de multiples reprises au cours de l'approche,. Le rapport précise finalement :

« L'échec des pilotes à effectuer des annonces standard et les actuelles réglementations fédérales qui permettent aux pilotes de descendre sous l'altitude minimale de descente dans les régions dans lesquelles le franchissement d'obstacles en toute sécurité n'est pas assuré en ne voyant que les feux d'approche de l'aéroport ont contribué à l'accident. L'incapacité des pilotes à établir et à maintenir un comportement professionnel pendant le vol et leur fatigue ont probablement contribué à la dégradation de leurs performances. ».

— National Transportation Safety Board, AAR-06/01

## Médias
L'accident a fait l'objet d'un épisode dans la série télévisée Air Crash nommé « Échange fatal » (saison 23 - épisode 1).

### Citations originales
1. ↑  « The National Transportation Safety Board determines that the probable cause of the accident was the pilots’ failure to follow established procedures and properly conduct a nonprecision instrument approach at night in instrument meteorological conditions, including their descent below the minimum descent altitude (MDA) before required visual cues were available (which continued unmoderated until the airplane struck the trees) and their failure to adhere to the established division of duties between the flying and nonflying (monitoring) pilot[NTSB 5]. »
2. ↑  « Contributing to the accident were the pilots’ failure to make standard callouts and the current Federal Aviation Regulations that allow pilots to descend below the MDA into a region in which safe obstacle clearance is not assured based upon seeing only the airport approach lights. The pilots’ failure to establish and maintain a professional demeanor during the flight and their fatigue likely contributed to their degraded performance[NTSB 5]. »

### Rapport final, National Transportation Safety Board, 2006
1. 1 2 3 4  NTSB 2006, p. 12.
2. ↑  NTSB 2006, p. 8-10.
3. ↑  NTSB 2006, p. 10-12.
4. ↑  NTSB 2006, p. 13.
5. 1 2 3 4  NTSB 2006, p. 58.

### Autres sources
1. ↑  (en) Matthew L. Wald, « Voice Recorder Shows Pilots in 2004 Crash Shirked Duties » [« L'enregistreur phonique dévoile que les pilotes d'un avion accidenté en 2004 n'ont pas fait correctement leur travail »] , sur nytimes.com, The New York Times, 25 janvier 2006 (consulté le 14 novembre 2022).
2. ↑  (en) Aviation Safety Network, « ASN Aircraft accident British Aerospace 3201 Jetstream 32EP N875JX, Kirksville Regional Airport, MO (IRK) », sur aviation-safety.net, Flight Safety Foundation (consulté le 14 novembre 2022).
3. ↑  (en) Mark Finlay, « How Pilot Error Downed Corporate Airlines Flight 5966 On This Day In 2004 » [« Comment une erreur de pilotage a fait tomber le vol Corporate Airlines 5966 ce jour-là en 2004 »], sur simpleflying.com, Simple Flying, 19 octobre 2022 (consulté le 14 novembre 2022).
4. ↑  (en) CBS News et Associated Press, « Crash Survivor Relives Escape » [« Un survivant du crash revit sa fuite »], sur cbsnews.com, CBS, 20 octobre 2004 (consulté le 14 novembre 2022).
5. ↑  (en) BBC News, « Thirteen die in US plane horror » [« Treize morts dans l'horreur d'un avion américain »], sur news.bbc.co.uk, BBC, 20 octobre 2004 (consulté le 14 novembre 2022).
6. 1 2  (en) Sara Kehaulani Goo, « Poor Behavior, Fatigue Led to '04 Plane Crash, Proper Procedures Not Followed, NTSB Says » [« Un mauvais comportement, de la fatigue ont conduit à un accident d'avion en 2004, les procédures appropriées n'ont pas été suivies, selon le NTSB »] , sur washingtonpost.com, The Washington Post, 25 janvier 2006 (consulté le 14 novembre 2022).
7. ↑  (en) NBC News et Associated Press, « Pilot error led to deadly 2004 crash, NTSB says » [« Une erreur du pilote a conduit à un accident mortel en 2004, selon le NTSB »], sur nbcnews.com, National Broadcasting Company, 24 janvier 2006 (consulté le 14 novembre 2022).
8. ↑  (en) « Pilots joking, cursing before crash » [« Les pilotes plaisantent, jurent avant de s'écraser »], sur chron.com, Houston Chronicle, Hearst Corporation, 25 janvier 2006 (consulté le 14 novembre 2022).
9. ↑  (en) « Dangers dans le ciel : Deadly Exchange », sur imdb.com, Internet Movie Database (consulté le 18 février 2023).

#### National Transportation Safety Board (NTSB)
Rapport final
- (en) National Transportation Safety Board, Aircraft Accident Report : Collision with Trees and Crash Short of the Runway, Corporate Airlines Flight 5966, BAE Systems BAE-J3201, N875JX, Kirksville, Missouri, October 19, 2004 [« Rapport d'enquête aéronautique : Collision avec des arbres et écrasement près de la piste, vol Corporate Airlines 5966, BAE Systems BAE-J3201, N875JX, Kirksville, Missouri, 19 octobre 2004 »] (rapport no AAR-06/01), Washington, National Transportation Safety Board, 24 janvier 2006, viii-99 (OCLC 692334886, lire en ligne [PDF]).